# Mala Braina
Mala Braina es un pueblo ubicado en la municipalidad de Medveđa, en el distrito de Jablanica, Serbia.

## Superficie
Posee una superficie de 5,911  kilómetros cuadrados.

## Demografía
Hasta 2011 la población era de 5 habitantes, con una densidad de población de 0,845 habitantes por kilómetro cuadrado.